# Ірвінг (Іллінойс)
Ірвінг (англ. Irving) — селище (англ. village) в США, в окрузі Монтгомері штату Іллінойс. Населення — 373 особи (2020).

## Географія
Ірвінг розташований за координатами 39°12′19″ пн. ш. 89°24′20″ зх. д. / 39.20528° пн. ш. 89.40556° зх. д. (39.205399, -89.405595).  За даними Бюро перепису населення США в 2010 році селище мало площу 2,18 км², уся площа — суходіл.

## Демографія
Згідно з переписом 2010 року, у селищі мешкало 495 осіб у 190 домогосподарствах у складі 131 родини. Густота населення становила 227 осіб/км².  Було 219 помешкань (101/км²).
Расовий склад населення:
| - 98,0 % — білих - 0,8 % — корінних американців |

До двох чи більше рас належало 1,2 %. Частка іспаномовних становила 2,2 % від усіх жителів.
За віковим діапазоном населення розподілялося таким чином: 20,4 % — особи молодші 18 років, 63,4 % — особи у віці 18—64 років, 16,2 % — особи у віці 65 років та старші. Медіана віку мешканця становила 41,9 року. На 100 осіб жіночої статі у селищі припадало 107,1 чоловіків;  на 100 жінок у віці від 18 років та старших — 102,1 чоловіків також старших 18 років.
Середній дохід на одне домашнє господарство  становив 40 103 долари США (медіана — 45 167), а середній дохід на одну сім'ю — 42 409 доларів (медіана — 45 700). За межею бідності перебувало 26,0 % осіб, у тому числі 48,9 % дітей у віці до 18 років та 6,7 % осіб у віці 65 років та старших.
Цивільне працевлаштоване населення становило 181 осіб. Основні галузі зайнятості: транспорт — 38,7 %, освіта, охорона здоров'я та соціальна допомога — 19,3 %, сільське господарство, лісництво, риболовля — 6,1 %, роздрібна торгівля — 5,5 %.